# Santa Croce sull'Arno
Santa Croce sull'Arno és un municipi situat al territori de la província de Pisa, a la regió de la Toscana, (Itàlia).
Santa Croce sull'Arno limita amb els municipis de Castelfranco di Sotto, Fucecchio i San Miniato.

## Galeria

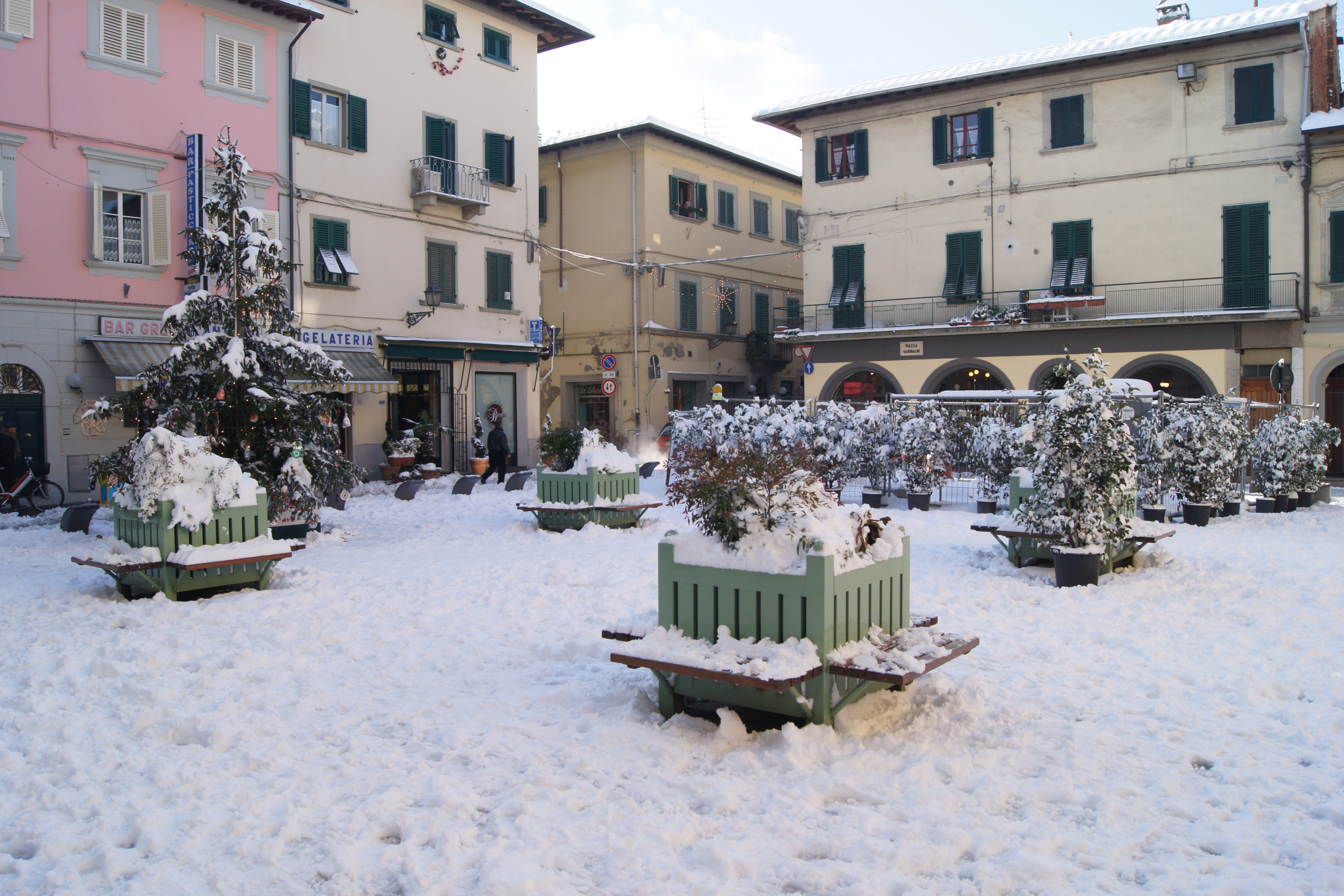
Plaça Garibaldi el 18/12/2010
Localització del municipi a la prov. de Pisa